# Grünhirscher Stollen
Der Grünhirscher Stollen (auch Grünhirschler Stollen oder Grüne Hirschler Stollen genannt) ist ein Wasserlösungsstollen des Oberharzer Bergbaus. Seinen Namen erhielt der Stollen vom Tal Grüner Hirsch zwischen dem Galgenberg und dem Glockenberg, wo sich sein Mundloch befindet.
Ein 7,1 km langes Teilstück des 10,2 km langen Grünhirscher Stollens wurde 2010 als ein Teil des Oberharzer Wasserregals zum Weltkulturerbe der UNESCO ernannt.

## Geschichte
1593 plante man einen tiefen Stollen für den Bergbau in St. Andreasberg, der aber nicht zur Ausführung kam, da der Bergbau durch Behinderung seitens der Bergbeamten zum Erliegen kam.
1691 wurden die Arbeiten am Grünhirscher Stollen begonnen. Nur mit Schlägel und Eisen trieb man den Stollen bis 1710 zur ca. 1,4 km entfernten Grube Samson vor.
In den Folgejahren wurde der Stollen erweitert und an andere Gruben angeschlossen. So war der Stollen 1729 mit der Grube Wennsglückt durchschlägig. Zu dieser Zeit erzielte man die größten Erträge in 25 Gruben um Sankt Andreasberg. Der Hauptschacht der Gruben Sankt Andreas und König Ludwig hatte bereits eine Teufe von 400 m.
Um die Gruben weiter abteufen zu können, musste ein tieferer Wasserlösungsstollen geschaffen werden, da der Grünhirscher Stollen seine Grenzen erreichte. Deshalb wurde der Sieberstollen begonnen, der 58 Meter tiefer liegt und 1754 den Grünhirscher Stollen „enterbte“. Nach der Enterbung wurde das Wasser des Grünhirscher Stollens zusammen mit dem des Spötterstollens nur noch zum Antrieb von Kunsträdern genutzt. In der Grube Gnade Gottes befand sich ein Kunstrad auf dem Grünhirscher Stollen.
Anfang des 19. Jahrhunderts existierten in den Gruben Gnade Gottes und Samson unter dem Grünhirscher Stollen 26 Feldstrecken, die jeweils 3 bis 10 Lachter (5,7 bis 19 Meter) Höhenunterschied zueinander hatten. Die direkt unter dem Grünhirscher Stollen liegende Strecke wurde als 1. Strecke bezeichnet, die tieferliegenden entsprechend aufsteigend nummeriert. In der Grube Catharina Neufang wurde allerdings unter dem Sieberstollen mit der Zählung (1. Strecke) begonnen. Die 16. Strecke (Grube Samson) war dabei die Hauptwasserstrecke bereits vor Fertigstellung des Sieberstollens.
1922 wurde das Kraftwerk Grüner Hirsch in 130 m Teufe in der Grube Samson installiert. Es ist eins von zwei Kavernenkraftwerken in der Grube Samson, die Wasserkraft des Oderteichs in Elektroenergie umwandeln. Der Grünhirscher Stollen leitet das Wasser in die Sperrlutter.

## Lage zu anderen Gruben und Stollen

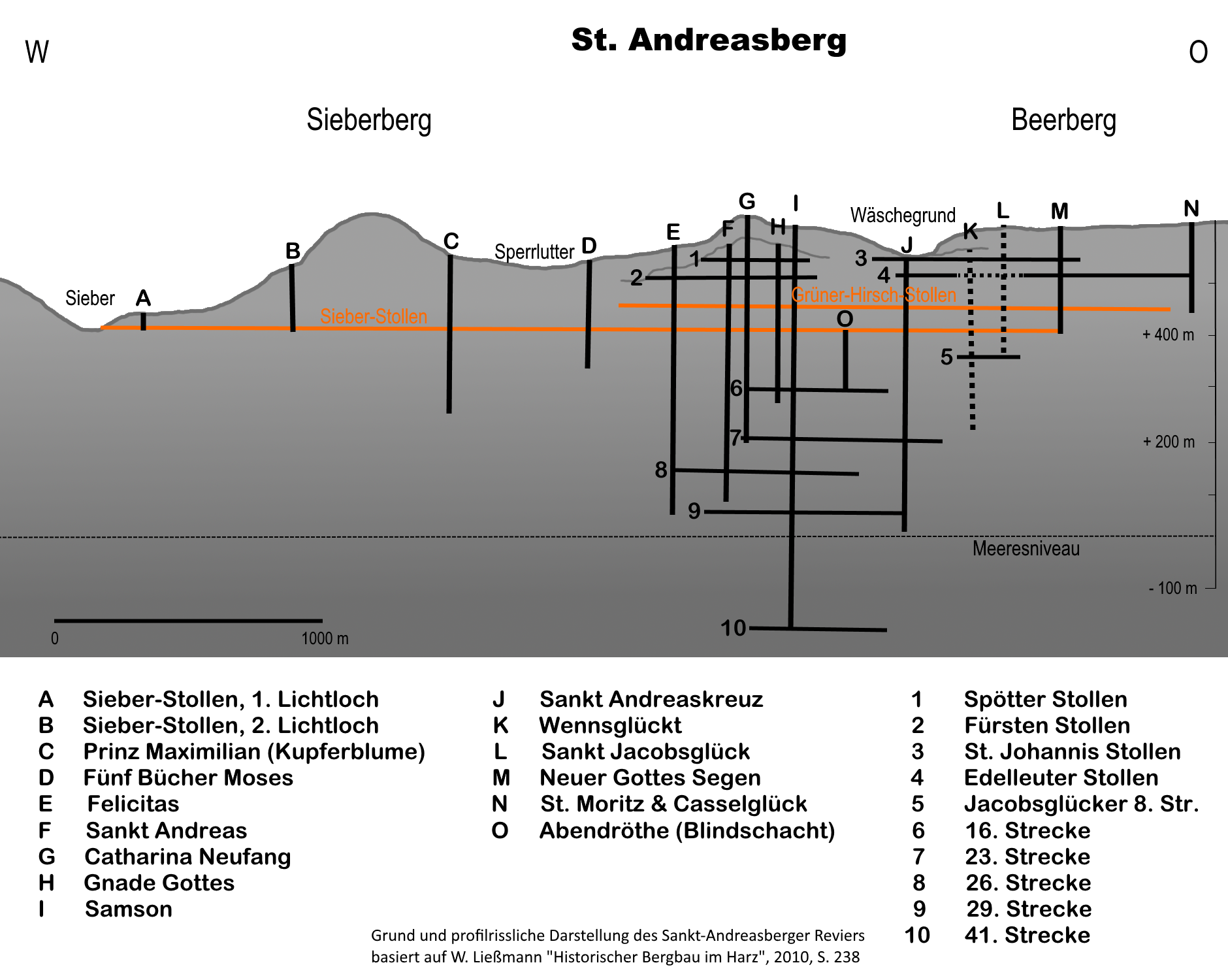
Lage des Grünhirscher Stollens (Grund-/Profilriss)

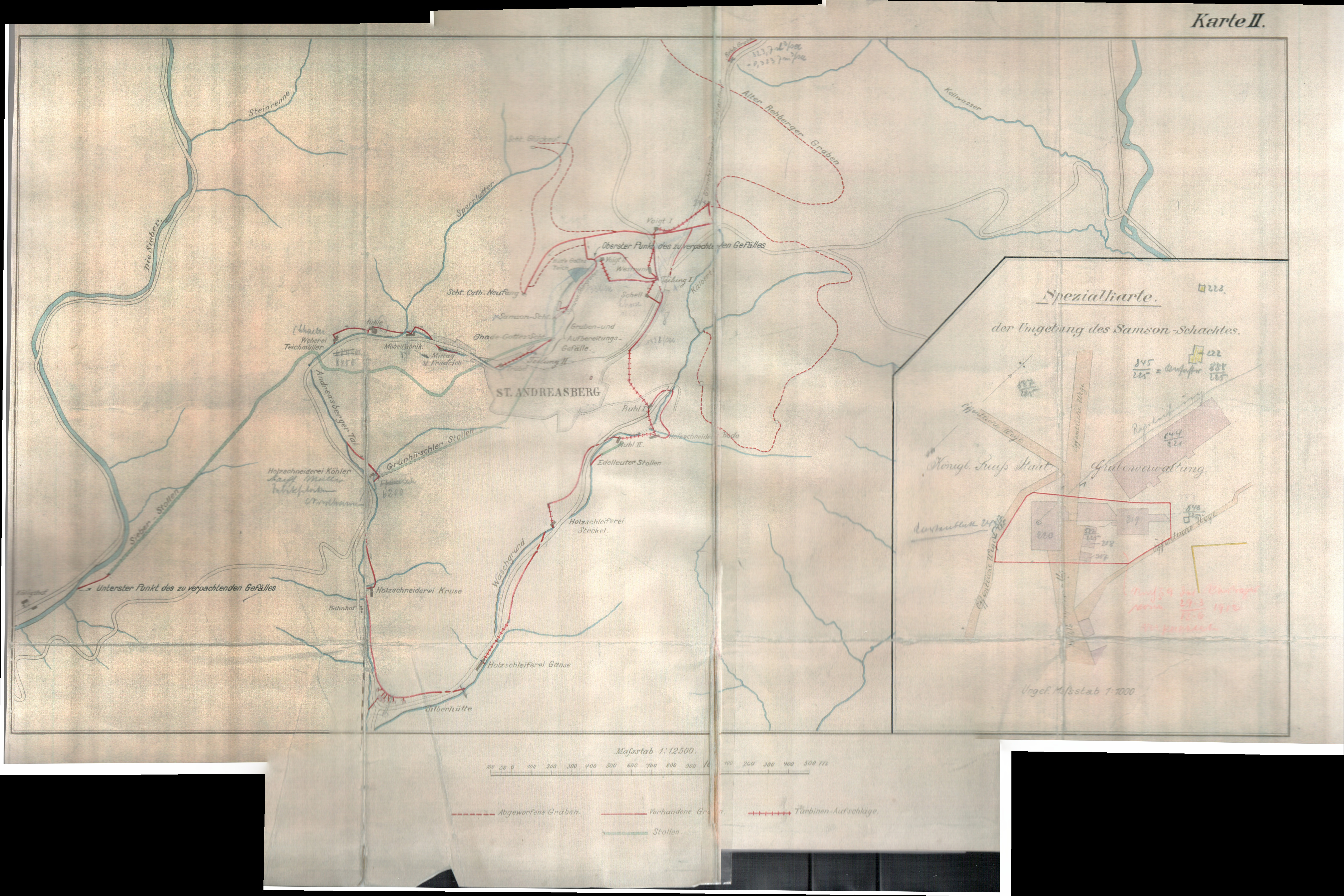
Detailkarte der Gräben in Sankt Andreasberg mit Grünhirscher Stollen

### Teufen in durchschlägigen Gruben
Der Grünhirscher Stollen ist in den folgenden Teufen mit den genannten Gruben durchschlägig:
- Felicitas (ca. 33 Lachter bzw. 63 m)
- König Ludwig (50 Lachter bzw. 96 m)
- Sankt Andreas (55 Lachter bzw. 106 m)
- Grube Samson (130 m)
- Catharina Neufang (84 Lachter bzw. 162 m)[9]

### Distanz zu anderen Stollen
- Spötter Stollen / St. Johannes Stollen (liegen 35 Lachter bzw. 67 m höher)
- Edelleut Stollen (liegt 31 Lachter bzw. 60 m höher)
- Fürsten Stollen (liegt 27 Lachter bzw. 52 m höher)